# رام (ولیکو گرادیشته)
رام (به صربی: Ram Fortress) یک منطقهٔ مسکونی در صربستان است که در ولیکو گردیشت واقع شده‌است.